# هانسي مولر
هانسي مولر (بالألمانية: Hansi Müller)
لاعب كرة قدم ألماني سابق، ولد في 27 يوليو 1957 في شتوتغارت
بدأ مهنته الرياضية لدى النادي الأحمر الرياضي (شتوتغارت) فلعب لصالح نادي شتوتغارت في البونديسليجا دوري الاتحاد الألماني بين 1977 و1982، بعدها لعب مع إنتر ميلان من سنة 1982 حتى عام 1984، ثم مع النادي الإيطالي كومو كالتشيو (1984-1985)، ومن سنة 1985 وإلى غاية انتهاء مشواره الرياضي سنة 1990 لعب مع النادي الرياضي فاكر إنسبروك.
لعب مع منتخب ألمانيا لكرة القدم 42 مباراة (5 أهداف) وأصبح مع هذا الفريق في بطولة كأس العالم لكرة القدم 1982 وكأس الأمم الأوروبية عام 1980. كما أنه كان عضوا في المنتخب الألماني في بطولة كأس العالم لكرة القدم 1978.
كان مولر سفيرا في بطولة كأس العالم لكرة القدم 2006، وكذلك سفيرا للمدينة المضيافة إنسبروك أثناء كأس الأمم الأوروبية لكرة القدم 2008.

## مسيرته الكروية
لعب هانسي مولر خلال مسيرته الاحترافية مع 5 أندية في خمسة عشر موسمًا وسجل خلالها 107 هدف ضمن 351 مباراة. حيث فاز في موسم واحد بالكأس وفي موسمين بالدوري.
خاض هانسي مولر مسيرته مع نادي شتوتغارت في موسم 1975–76 ليلعب معه سبعة مواسم، مشاركًا في 186 مباراة سجل خلالها 62 هدفًا. ثم انتقل إلى نادي إنتر ميلان في موسم 1982–83 ولمدة موسمين، حيث شارك في 48 مباراة سجل خلالها 9 أهداف. لينتقل بعدها إلى نادي كومو في موسم 1984–85 لمدة موسم واحد، مشاركًا في 14 مباراة سجل خلالها هدفًا واحدًا. ثم انتقل إلى نادي واكر إنسبروك في موسم 1985–86 لمدة موسم واحد، مشاركًا في 33 مباراة سجل خلالها 16 هدفًا. هذا وانتقل لاحقًا إلى نادي تيرول إنسبروك في موسم 1986–87 ليلعب معه أربعة مواسم، مشاركًا في 70 مباراة سجل خلالها 19 هدفًا.

## روابط خارجية
- هانسي مولر على موقع الاتحاد الدولي (مؤرشف)  (الإنجليزية)
- هانسي مولر على موقع قاعدة بيانات كرة القدم.إي يو (الإنجليزية)
- هانسي مولر على موقع بيانات كرة القدم. دي إي (الألمانية)
- هانسي مولر على موقع ناشيونال فوتبول تيمز (الإنجليزية)
- هانسي مولر على موقع عالم كرة القدم.نت (الإنجليزية)